# Acrobație

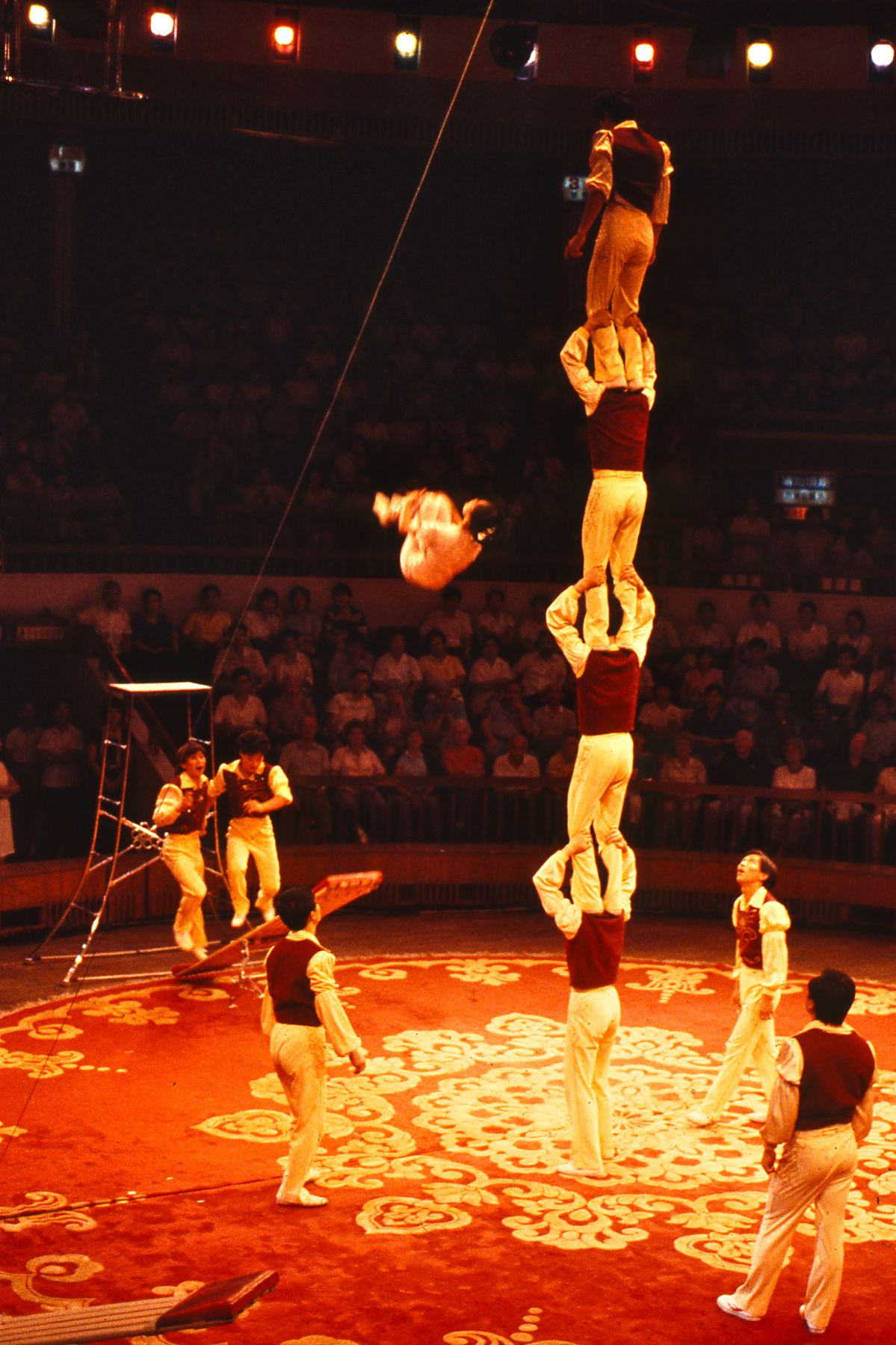
Acrobată chineză în aer, după ce a fost propulsată de pe o trambulină, China, 1987

Acrobația (din greacă antică ἀκροβατέω, akrobateo, „mers pe vârfuri, țanțos”) este executarea unor exerciții umane extraordinare de echilibru, agilitate și coordonare motorie. Poate fi găsită în multe dintre artele spectacolului, evenimente sportive și arte marțiale. Acrobația este asociată cel mai adesea cu activități care utilizează pe scară largă elemente gimnastice, cum ar fi dans acrobatic, circ și gimnastică, dar multe alte activități atletice - cum ar fi baletul și scufundările - pot folosi și acrobații. Deși acrobația este asociată cel mai frecvent cu spectacolele umane, se poate aplica și la alte tipuri de performanță, cum ar fi acrobația aeriană.

## Istorie

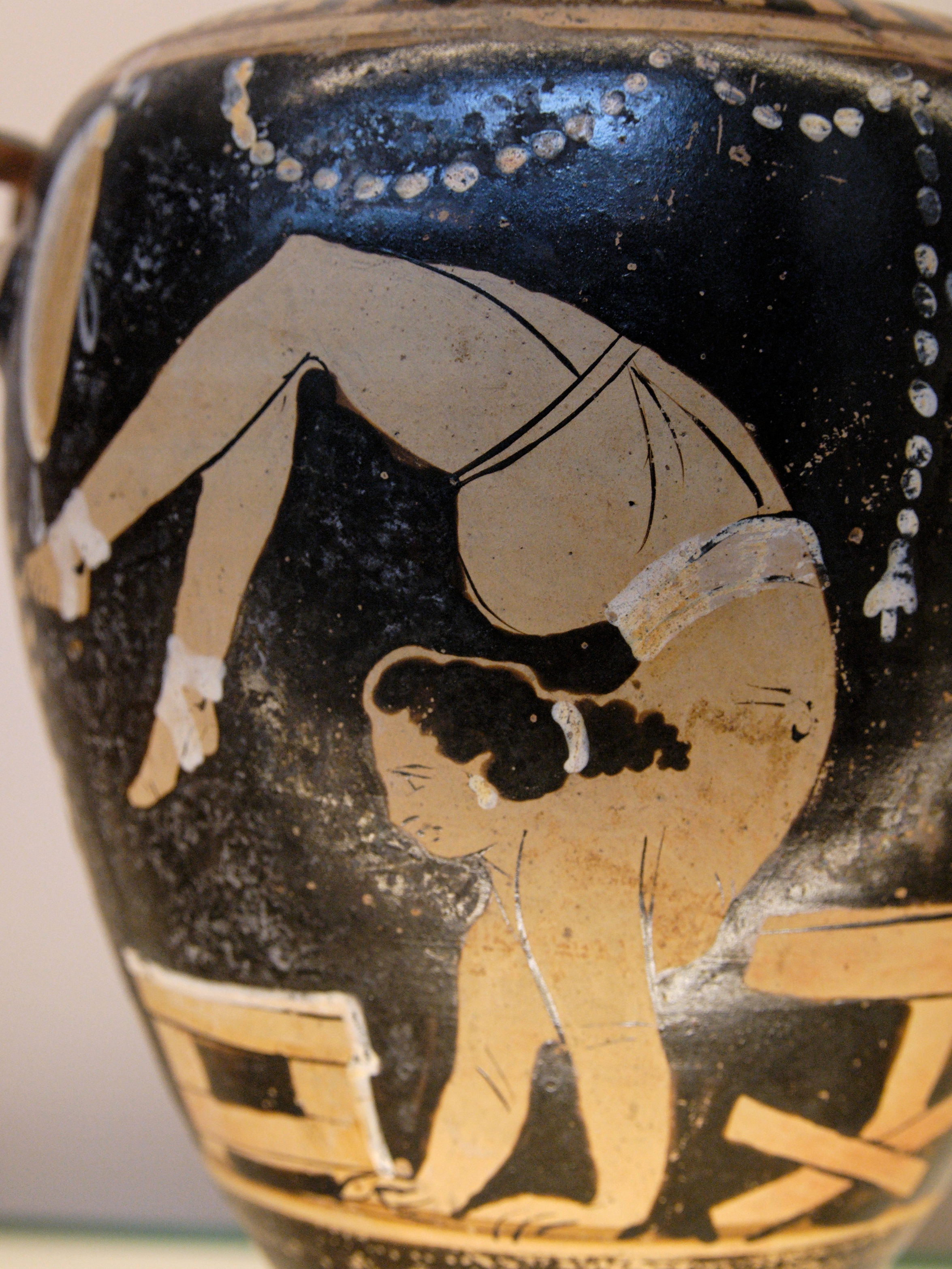
O femeie acrobat înfățișată pe o hidrie din Grecia antică, c. 340–330 î.Hr.

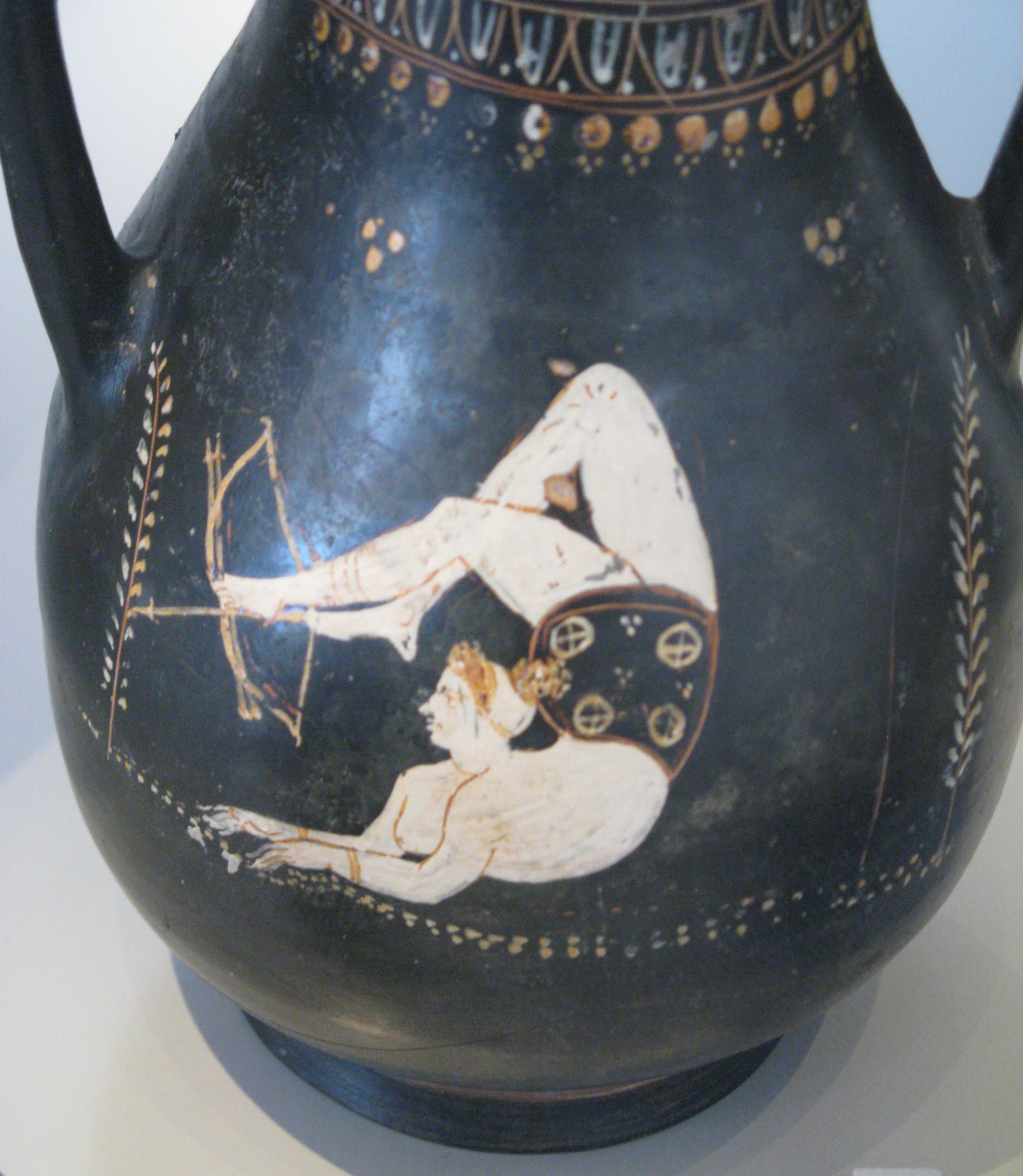
Femeie acrobat trage o săgeată cu arcul cu picioarele ei; Stilul Gnathia olăritul pelikai; Secolul al IV-lea î.Hr.

Tradițiile acrobatice se găsesc în multe culturi și există dovezi că cele mai vechi astfel de tradiții au apărut în urmă cu mii de ani. De exemplu, arta minoică din c. 2000 î.Hr. conține ilustrații de exerciții acrobatice pe spatele taurilor. Grecii antici practicau acrobații, iar expozițiile nobile ale curții din Evul Mediu European ar include adesea spectacole acrobatice care includeau jonglerii.
În China, acrobații au făcut parte din cultură încă din Dinastia Tang (203 î.Hr.). Acrobații făceau parte din festivalurile recoltelor satelor. În timpul dinastiei Tang, acrobația a cunoscut același fel de dezvoltare ca acrobația europeană a văzut în Evul Mediu, afișarea instanțelor în perioada secolului VII - X dominând practica. Acrobația continuă să fie o parte importantă a artei moderne a circului chinezesc.
Deși termenul s-a aplicat inițial la mersul pe funie, în secolul al XIX-lea, o formă de artă performantă, inclusiv acte de circ, a început să folosească termenul. La sfârșitul secolului al XIX-lea, tumultul și alte activități acrobatice și gimnastice au devenit sport competitiv în Europa.
Acrobația a servit adesea ca subiect pentru artele plastice. Exemple de acest lucru sunt picturi precum Acrobats at the Cirque Fernando (Francisca and Angelina Wartenberg) de către impresionistul Pierre-Auguste Renoir, care înfățișează două surori acrobate germane, Acrobat și Tânărul Arlechin din 1905 de Pablo Picasso și Acrobații într-o suburbie din Paris de Viktor Vasnețov.

## Tipuri

### Aerian
Un aerian este un acrobat care execută în aer, pe un aparat suspendat, cum ar fi: trapez, frânghie, balansarea norului, leagăn aerian, dans cu panglici sau cercul aerian.
|                             |
| Un act de trapez dublat fix |

|                    |
| Act aerian de cerc |

|                  |
| Panglici aeriene |

### Altele

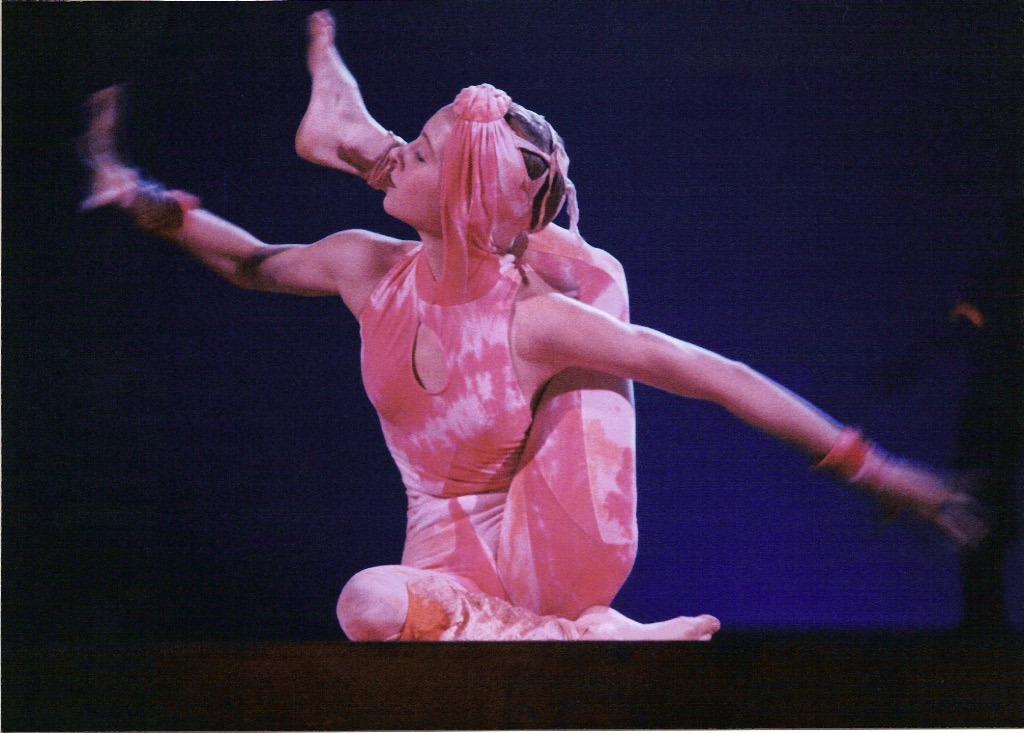
Contorsionist performând cu Cirque du Soleil
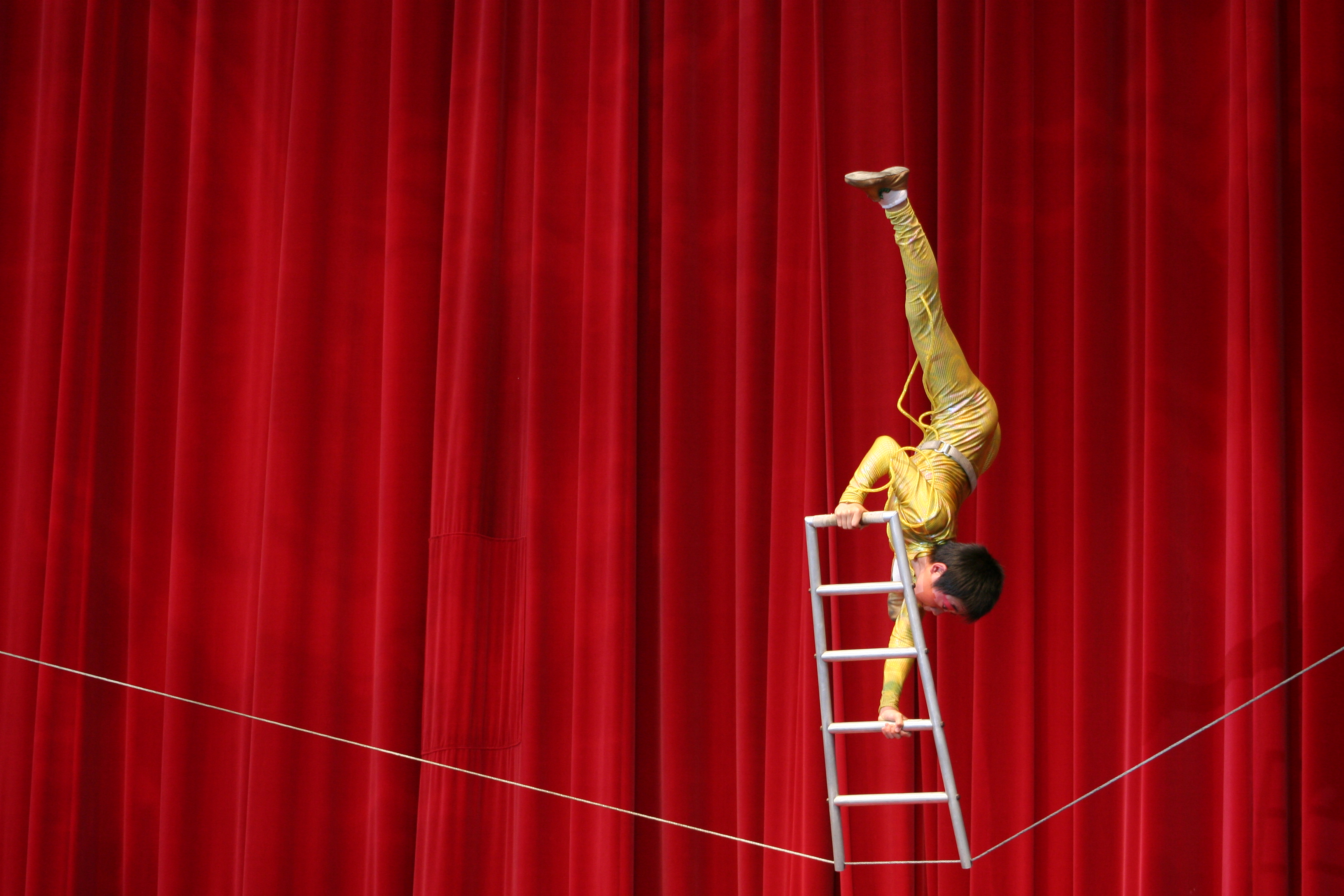
Act de mers pe frânghie întinsă
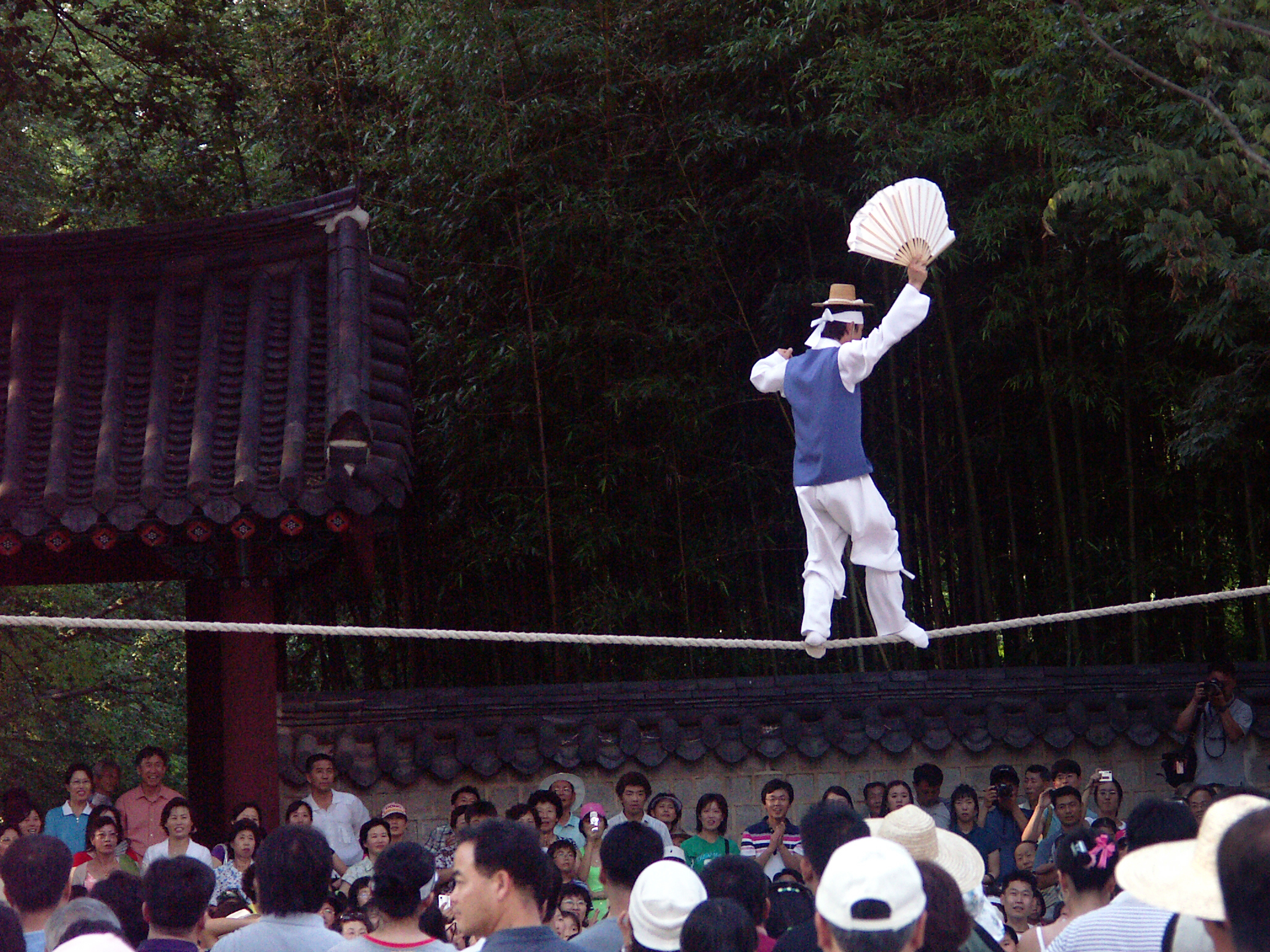
Coreean care merge pe frânghie întinsă, Jultagi
Mers în mâini efectuat de un dansator acrobatic
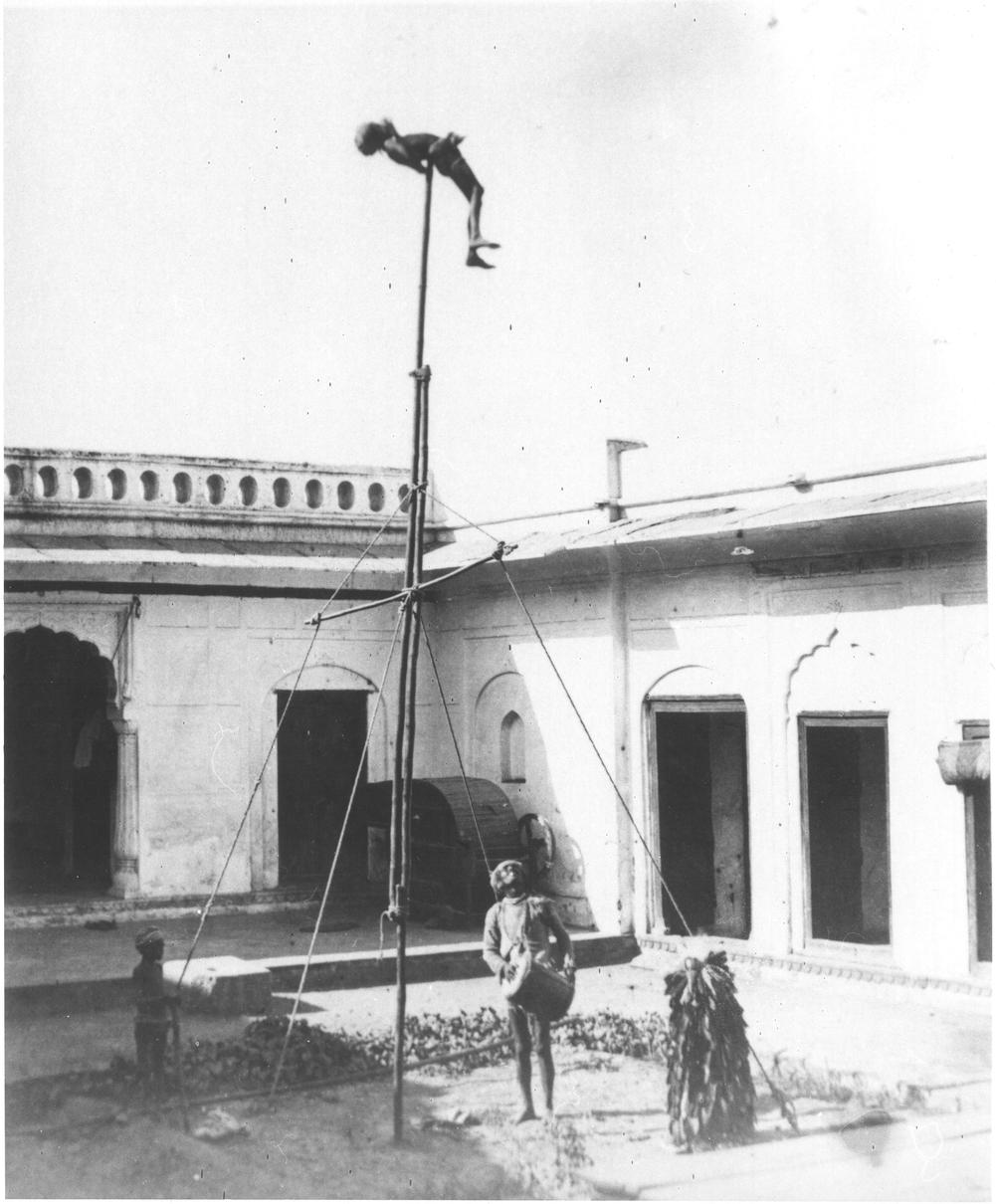
Performanță acrobatică în India, în jurul anului 1863

## Vezi și
- Dans acrobatic
- Gimnastica acrobatică
- Contorsionism
- Lista activităților acrobatice

## Legături externe
Materiale media legate de acrobat la Wikimedia Commons